# Bamse og Tyvenes by
Bamse og Tyvenes by er en svensk animationsfilm fra 2014, instrueret af Christian Ryltenius.

## Medvirkende
| Rolle          | Svensk stemme    | Dansk stemme     |
| -------------- | ---------------- | ---------------- |
| Bamse          | Peter Haber      | Niels Olsen      |
| Lille Hopsa    | Morgan Alling    | Henrik Koefoed   |
| Ole Opfinder   | Steve Kratz      | Claus Bue        |
| Reinard Ræv    | Magnus Härenstam | Torben Zeller    |
| Farmor         | Maria Langhammer | Birthe Neumann   |
| Fortæller      | Tomas Bolme      | Ole Fick         |
| Ulven          | Shebly Niavarani | Kristian Halken  |
| Bamsemaja      | Tea Stjärne      | Marie Dietz      |
| Brummelise     | Maria Bolme      | Jette Sievertsen |
| Bisse og Busse | Leif Andrée      | Dick Kaysø       |
| Frøken Fiffi   | Karin Gidfors    | Vibeke Dueholm   |
| Kaptajn Buster | Tomas Tivemark   | Michael Elo      |